# Flyboard

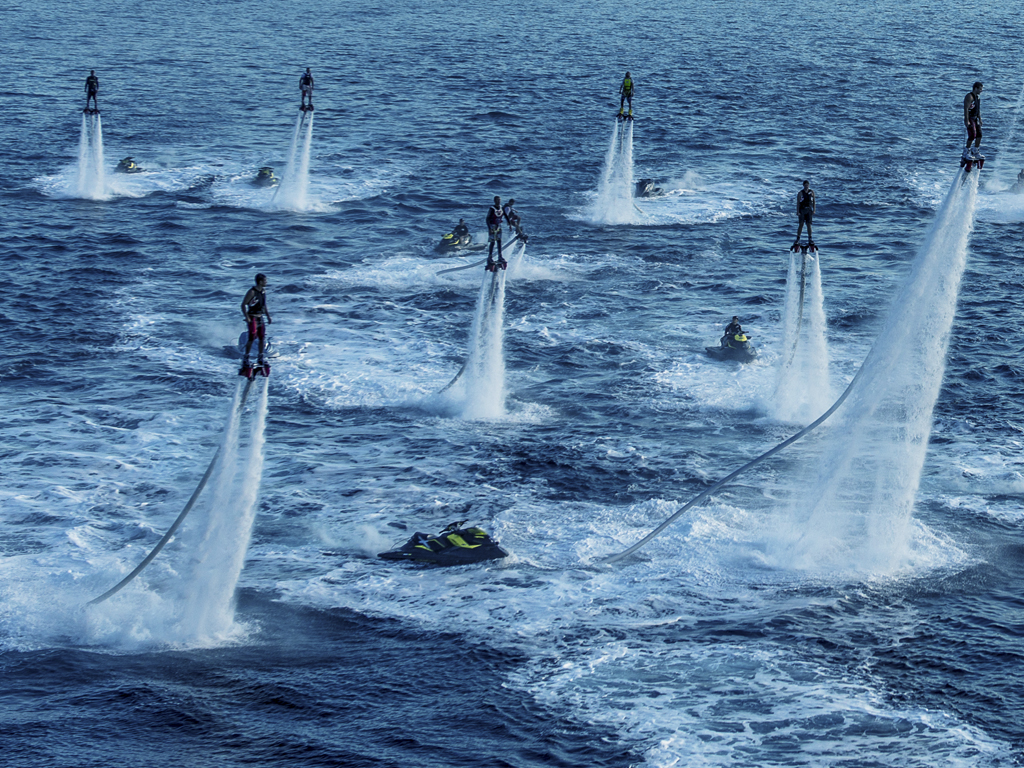
Flyboard in uso

Il flyboard è una attrezzatura composta da una tavola e vari componenti con cui si pratica il flyboarding, uno sport nato in Francia nell'autunno del 2012. Il flyboard consente di compiere evoluzioni sulla superficie dell'acqua grazie ad un getto di acqua pressurizzata alimentato da una moto d'acqua.

## Descrizione
Un flyboard è normalmente composto dai seguenti componenti: 
- una tavola per Flyboard;
- un paio di stivali di tipo wakeboard;
- un sistema di rotazione, dotato di sfere per cuscinetti in plastica (al fine di evitare la corrosione dall'acqua);
- due manichette con maniglia (opzionali) da inserire sulle braccia;
- un tubo che alimenta un getto di acqua pressurizzata, dalla moto d'acqua al flyboard;
- un tubo ricurvo da 180° che serve per invertire il flusso dell'acqua dalla moto;
- un sistema conico di uscita per poter dirigere e accelerare il flusso di acqua dalla turbina.

## Storia
È stato Franky Zapata, grazie alla sua esperienza nel campo del jet ski, a sviluppare il primo progetto di flyboard nel 2012. Alla base dell'attrezzatura c'è la possibilità di sfruttare la spinta dell'acqua per alzarsi in volo, mentre utilizzando dei propulsori da fissare alle gambe, si ha la sensazione di ricevere una vera spinta.
Dal 2012 la tecnica del flyboard si è diffusa in tutto il mondo, apprezzata dagli amanti degli sport estremi. Grazie ai propulsori collegati con un tubo a un piccolo natante, crea una sensazione di stabilizzazione.
La prima competizione di flyboard si è tenuta a Doha (Qatar) nell'ottobre 2012.